# Villasbuenas de Gata (kommunhuvudort)
Villasbuenas de Gata är en kommunhuvudort i Spanien.   Den ligger i provinsen Provincia de Cáceres och regionen Extremadura, i den centrala delen av landet, 250 km väster om huvudstaden Madrid. Villasbuenas de Gata ligger 423 meter över havet och antalet invånare är 491.
Terrängen runt Villasbuenas de Gata är kuperad åt nordväst, men åt sydost är den platt. Terrängen runt Villasbuenas de Gata sluttar söderut. Runt Villasbuenas de Gata är det mycket glesbefolkat, med 5 invånare per kvadratkilometer. Närmaste större samhälle är Moraleja, 12,7 km söder om Villasbuenas de Gata. 